# ورنینگسهاوزن
ورنینگسهاوزن (به آلمانی: Werningshausen) یک شهر در آلمان است که در شتراوسفورت واقع شده‌است. ورنینگسهاوزن ۷۱۸ نفر جمعیت دارد.